# Маккин, Эрин
Эрин Маккин (англ. Erin McKean, род. 1971) — американский лексикограф.

## Ранние годы и образование
Маккин родилась в Шарлотте, штат Северная Каролина, США. Она окончила Чикагский университет со степенью бакалавра, а затем и магистра лингвистики. Будучи студенткой, она работала младшим сотрудником при создании Чикагского ассирийского словаря. Маккин также входила в состав Посещающего комитета библиотеки Регенштейна Чикагского университета и помогла организовать выставку на тему словарей «Значение словарей» в 2007 году.

## Карьера
МакКин является основателем компании Reverb, которая создаёт онлайн-словарь Wordnik. Ранее она была главным редактором словарей США в Oxford University Press и главным редактором второго издания New Oxford American Dictionary
.
МакКин также является редактором журнала VERBATIM: The Language Quarterly и редактировала сборник работ из этого издания Verbatim: From the bawdy to the sublime, the best writing on language for word lovers, grammar mavens, and armchair linguists (Verbatim: от непристойного к возвышенному, лучшее сочинение о языке для любителей слова, знатоков грамматики и кабинетных лингвистов) (Mariner Books, 2001). Роман Маккин «Тайная жизнь платьев» стал бестселлером в Австралии и был выбран для экранизации. Она пишет о платьях в своём блоге A Dress A Day.
Она часто писала для колонки «Слово» (The Word) в The Boston Globe с 2008 по 2011 год и вела рубрику «Неделю в словах» для The Wall Street Journal с 2011 по середину 2013 года. Она также писала для колонки The New York Times On Language.
Ранее Эрин была членом консультативного совета Фонда Викимедиа и советником Credo Reference.
Выступление Маккин на TED в 2007 году «Переосмысление словаря» стало отправной точкой для основания Wordnik.com. Она также выступала на Pop!Tech, третьей ежегодной Gel-конференции Марка Херста и «Thinking Digital», а также представила демонстрацию Wordnik на конференции All Things Digital D8 в 2010 году. Маккин сама шьёт одежду и часто шьёт «трюковые платья» для выступлений, в том числе платье в стиле тетриса, в котором она выступала на саммите Web 2.0 в 2009 году.
В 2010 году Маккин была названа почётным членом Общества технических коммуникаций.
Маккин сформулировала «закон Маккин», также известный как закон Мефри: «Любое исправление речи или письма других лиц будет содержать как минимум одну грамматическую, орфографическую или типографскую ошибку».
«Красивое лицо — это не арендная плата, которую вы платите за то, что занимаете пространство с пометкой «женское»», — цитата из блога Маккин «A Dress A Day» широко распространена в социальных сетях. Поскольку в исходном посте есть большая фотография Дианы Вриланд, цитата иногда ошибочно приписывается ей.

## Книги
- Weird and Wonderful Words (illustrated by Roz Chast, with an introduction by Simon Winchester[укр.], Oxford, 2002)[26]
- More Weird and Wonderful Words (illustrated by Danny Shanahan), Oxford, 2003)
- Totally Weird and Wonderful Words (Oxford, 2006)
- That’s Amore (Walker & Company, 2007)
- The Secret Lives of Dresses (Grand Central, 2011)[27]
- Aftercrimes, Geoslavery, and Thermogeddon: Plus 157 More Words From a Lexicographer's Notebook (TED Books, 2011)
- The Hundred Dresses (illustrated by Donna Mehalko, Bloomsbury, 2013)